# Думбравени (Рашка)
Думбравени (рум. Dumbrăveni) насеље је у Румунији у округу Сучава у општини Рашка. Oпштина се налази на надморској висини од 413 m.

## Становништво
Према подацима из 2011. године у насељу је живело 395 становника.